# Paweł Kieszkowski
Paweł Walenty Kieszkowski herbu Krzywda – właściciel ziemski.

## Życiorys
Wywodził się z rodu Kieszkowskich herbu Krzywda. Był prawnukiem Kazimierza Kieszkowskiego, wnukiem Antoniego Kieszkowskiego oraz synem Stanisława Kieszkowskiego z jego pierwszego małżeństwa z Józefą Szuszkowską (córka Franciszka, skarbnika owruckiego). Jego rodzonym rodzeństwem byli Elżbieta (po mężu Szydłowska) i Adam (ur. 1795, dziedzic dóbr), a przyrodnim Józef (ur. 1808, oficer wojsk polskich w powstaniu listopadowym), Julia (zamężna z Edwardem Tadeuszem Bielińskim), Walerian (ur. 1820, dziedzic Tarnawy, podpułkownik wojsk polskich), Florentyna (zm. 1894, zamężna z Konstantym Hallerem), Zuzanna (zm. 1895, zamężna z Feliksem Hallerem), Malwina (zamężna z Wojciechem Strzeleckim), Henryk (1821-1905).
Został dziedzicem dóbr ziemskich: Błozew, Sanoczany. Był członkiem Stanów Galicyjskich. Został wylegitymowany ze szlachectwa w Wydziale Stanów w 1832.
Był żonaty z Teofilą Gosiewską. Był bezdzietny.